# آرتور آکویف
آرتور آکویف (روسی: Артур Владимирович Акоев؛ زادهٔ ۲ ژانویهٔ ۱۹۶۶) وزنه‌بردار اهل روسیه بود.